# Microcoelia obovata
Microcoelia obovata är en orkidéart som beskrevs av Victor Samuel Summerhayes. Microcoelia obovata ingår i släktet Microcoelia och familjen orkidéer. Inga underarter finns listade i Catalogue of Life.